# Xysticus concursus
Xysticus concursus är en spindelart som beskrevs av Willis J. Gertsch 1934. Xysticus concursus ingår i släktet Xysticus och familjen krabbspindlar. Inga underarter finns listade i Catalogue of Life.